# Víctor Zalazar
Víctor Zalazar (* 24. Juli 1935 in La Paz, Argentinien; † 30. Juni 2017) war ein argentinischer Mittelgewichtsboxer, der auch unter den Kampfnamen „Cacique“ und „Wild Bullet“ bekannt war.

## Amateur
Zalazar gewann 1956 bei den Olympischen Spielen in Melbourne die Bronzemedaille im Mittelgewicht. Er besiegte dabei im Viertelfinale den bundesdeutschen Vertreter Dieter Wemhöner, verlor dann im Halbfinale aber gegen Gennadi Schatkow aus der Sowjetunion.

## Profikarriere
Seine Profikarriere startete Zalazar 1957 mit einer Serie von fünfzehn K.-o.-Siegen. Erst der Kubaner Benny Paret, späterer zweifacher Weltergewichtsweltmeister, stoppte diese Serie im Dezember 1958. Auch den Rückkampf einen Monat später verlor Zalazar. 1960 unterlag er in Boston gegen den Nigerianer Dick Tiger. Nachdem seine weitere Karriere relativ ereignislos verlief, verabschiedete er sich im September 1963 mit einer vorzeitigen Niederlage gegen Nino Benvenuti aus dem Ring.